# المحقق كونان: قناص من بعد آخر
المحقق كونان: قناص من بُعد آخر أو القناص من البُعد الآخر (باليابانية: 名探偵コナン 異次元の狙撃手، بالروماجي: Meitantei Konan: Ijigen no Sunaipā) هو الفيلم الثامن عشر من أفلام أنمي المحقق كونان، وعُرض في السينما اليابانية في 19 أبريل 2014 م. وقد صدر البوستر الإعلاني للفيلم والذي كان من رسم مؤلف المانغا غوشو أوياما مما يؤكد أن الفيلم من تأليفه شخصياً. وقد ذُكِر في إعلان الفيلم أن هذا الفيلم سيحتوي على أكبر أزمة لشخصية المحقق كونان.

## القصة
أثناء زيارة كلٍّ من كونان وران وسونوكو سوزوكي وفريق المتحرين الصغار برفقة الدكتور أغاسا وتوغوموري لبُرج Bell Tree Tower ذو الـ635 مترًا الذي لم يُفتتح للجميع بعد، يقوم قناص مجهول فجأة بقتل أحد الرجال هناك من مسافة بعيدة نسبيًا. يُلاحق كونان وماسومي سيرا التي كانت موجودة هناك القناص بدراجتها النارية، ولكن الأمور تأخذ مُنحنًى عنيفًا بعد أن قام القناص بتفجير مجموعة من سيارات الشرطة. حتى الـمكتب التحقيقات الفدرالي تأخذ دورًا في المُطاردة، ولكن القناص يتمكن من الهرب عبر البحر.
تقود التحقيقات المُشتركة مع الـFBI إلى أن القناص هو عميل سابق لدى قوات نافي سيلز الأمريكية ويُدعى تيموثي هنتر، وقد كان له بعض العداوات مع أشخاص أمريكيون مقيمون حاليًا في اليابان، تتمكن الشرطة من تحديد الأربعة أشخاص الذين سيحاول هنتر استهدافهم، وفعلًا تصيب قائمة الشرطة ويقتل القناص ثاني ضحية له، ولكن أثناء مُحاولة معرفة مكانه والقبض عليه يكون قناصٌ آخر قد قام بقتله، مما يرمي التحقيقات بحالة فوضى ونهايات مسدودة دون أي دليل يقود إلى هوية القناص الحقيقية.
وبعدها يقوم القناص باصابة ماسومي سيرا التي كانت تحاول انقاذ كونان إدوغاوا ويقوم القناص بعد ذلك باصابة ضحية أخرى هي الرابعة في سلسلته. وتكون ماسومي سيرا في موقف خطير لان الرصاصة مرت قرب قلبها ولكن تم انقاذ حياتها بعدما انقذت كونان من الرصاصة

## وصلات خارجية
- المحقق كونان: قناص من بعد آخر على موقع IMDb (الإنجليزية)
- المحقق كونان: قناص من بعد آخر على موقع فيلمافينيتي (الإسبانية)
- المحقق كونان: قناص من بعد آخر على موقع قاعدة بيانات الفيلم (الإنجليزية)
- المحقق كونان: قناص من بعد آخر على موقع ليتربوكسد (الإنجليزية)
- المحقق كونان: قناص من بعد آخر على موقع كينوبويسك (الروسية)
- المحقق كونان: قناص من بعد آخر على موقع ANN anime (الإنجليزية)

- الموقع الرسمي
- الفلم في شبكة أخبار الأنيمي